# Elezioni comunali in Veneto del 2017
Le elezioni comunali in Veneto del 2017 si sono tenute l'11 giugno (con ballottaggio il 25 giugno).

## Venezia

### Jesolo
| Candidati                      | Candidati            | Voti                 | %     | Liste               | Voti   | %     | Seggi |
| ------------------------------ | -------------------- | -------------------- | ----- | ------------------- | ------ | ----- | ----- |
|                                | Valerio Zoggia       | 5.578                | 42,94 | Forza Italia        | 2.076  | 17,02 | 4     |
| Tutti per Jesolo               | Valerio Zoggia       | 5.578                | 42,94 | 1.721               | 14,11  | 3     |       |
| Partito Democratico-Jesolo 365 | Valerio Zoggia       | 5.578                | 42,94 | 1.098               | 9,00   | 2     |       |
| Forza Jesolo                   | Valerio Zoggia       | 5.578                | 42,94 | 556                 | 4,56   | 1     |       |
|                                | Alberto Carli        | 3.907                | 30,08 | Lega Nord           | 1.451  | 11,90 | 2     |
| Scelgo Jesolo                  | Alberto Carli        | 3.907                | 30,08 | 1.078               | 8,84   | 1     |       |
| Jesolo con Daniele Bison       | Alberto Carli        | 3.907                | 30,08 | 615                 | 5,04   | -     |       |
| Lista Renato Martin            | Alberto Carli        | 3.907                | 30,08 | 535                 | 4,39   | -     |       |
| Seggio di coalizione           | Seggio di coalizione | Seggio di coalizione | 30,08 | 1                   |        |       |       |
|                                | Christofer De Zotti  | 2.615                | 20,13 | Jesolo Bene Comune  | 1.749  | 14,34 | 1     |
| Indipendenza Veneta            | Christofer De Zotti  | 2.615                | 20,13 | 512                 | 4,20   | -     |       |
| Seggio di coalizione           | Seggio di coalizione | Seggio di coalizione | 20,13 | 1                   |        |       |       |
|                                | Sara Coletto         | 703                  | 5,41  | Movimento 5 Stelle  | 638    | 5,23  | -     |
|                                | Rodolfo Murador      | 187                  | 1,44  | Sinistra per Jesolo | 167    | 1,37  | -     |
| Totale                         | Totale               | 12.196               | 100   |                     | 12.990 | 100   | 16    |

### Marcon
| Candidati                              | Candidati            | Voti                 | %     | Liste                   | Voti  | %     | Seggi |
| -------------------------------------- | -------------------- | -------------------- | ----- | ----------------------- | ----- | ----- | ----- |
|                                        | Matteo Romanello     | 2.165                | 30,55 | Lega Nord               | 1.161 | 17,53 | 6     |
| Forza Italia                           | Matteo Romanello     | 2.165                | 30,55 | 459                     | 6,93  | 2     |       |
| Insieme per Marcon                     | Matteo Romanello     | 2.165                | 30,55 | 215                     | 3,25  | 1     |       |
| Fratelli d'Italia - Alleanza Nazionale | Matteo Romanello     | 2.165                | 30,55 | 186                     | 2,81  | 1     |       |
|                                        | Vito Caputo          | 2.610                | 36,83 | Partito Democratico     | 981   | 14,81 | 2     |
| Noi Marcon                             | Vito Caputo          | 2.610                | 36,83 | 856                     | 12,93 | 1     |       |
| Marcon Futura                          | Vito Caputo          | 2.610                | 36,83 | 376                     | 5,68  | -     |       |
| Marcon Comunità in Progresso           | Vito Caputo          | 2.610                | 36,83 | 261                     | 3,94  | -     |       |
| Seggio di coalizione                   | Seggio di coalizione | Seggio di coalizione | 36,83 | 1                       |       |       |       |
|                                        | Andrea Follini       | 1.561                | 22,03 | Io Scelgo Marcon        | 1.141 | 17,23 | 1     |
| Marcon in Comune Insieme a Sinistra    | Andrea Follini       | 1.561                | 22,03 | 265                     | 4,00  | -     |       |
| Seggio di coalizione                   | Seggio di coalizione | Seggio di coalizione | 22,03 | 1                       |       |       |       |
|                                        | Carlo Zanatto        | 548                  | 7,73  | Soluzione Marcon        | 522   | 7,88  | -     |
|                                        | Roberto Agirmo       | 202                  | 2,85  | Indipendenza Noi Veneto | 199   | 3,01  | -     |
| Totale                                 | Totale               | 6.622                | 100   |                         | 7.086 | 100   | 16    |

### Mira
| Candidati                                       | Candidati            | Voti                 | %     | Liste                      | Voti   | %     | Seggi |
| ----------------------------------------------- | -------------------- | -------------------- | ----- | -------------------------- | ------ | ----- | ----- |
|                                                 | Marco Dori           | 5.675                | 33,92 | Partito Democratico        | 3.567  | 22,18 | 11    |
| Marco Dori Sindaco                              | Marco Dori           | 5.675                | 33,92 | 1.027                      | 6,38   | 3     |       |
| Gente di Mira                                   | Marco Dori           | 5.675                | 33,92 | 531                        | 3,30   | 1     |       |
| Noi Domani                                      | Marco Dori           | 5.675                | 33,92 | 213                        | 1,32   | -     |       |
| Centro Democratico                              | Marco Dori           | 5.675                | 33,92 | 108                        | 0,67   | -     |       |
|                                                 | Antonella Trevisan   | 4.221                | 25,23 | Antonella Trevisan Sindaco | 2.412  | 15,00 | 2     |
| Lega Nord                                       | Antonella Trevisan   | 4.221                | 25,23 | 1.334                      | 8,29   | 1     |       |
| Uniti per Mira (Forza Italia-Fratelli d'Italia) | Antonella Trevisan   | 4.221                | 25,23 | 340                        | 2,11   | -     |       |
| Seggio di coalizione                            | Seggio di coalizione | Seggio di coalizione | 25,23 | 1                          |        |       |       |
|                                                 | Elisa Benato         | 3.381                | 20,21 | Movimento 5 Stelle         | 3.269  | 20,32 | 2     |
| Seggio di coalizione                            | Seggio di coalizione | Seggio di coalizione | 20,21 | 1                          |        |       |       |
|                                                 | Roberto Marcato      | 1.564                | 9,35  | Mira Siamo Noi             | 1.464  | 9,10  | -     |
| Seggio di coalizione                            | Seggio di coalizione | Seggio di coalizione | 9,35  | 1                          |        |       |       |
|                                                 | Lavinia Vivian       | 1.419                | 8,48  | Mira in Comune             | 1.379  | 8,57  | -     |
| Seggio di coalizione                            | Seggio di coalizione | Seggio di coalizione | 8,48  | 1                          |        |       |       |
|                                                 | Paolo Pizzolato      | 471                  | 2,82  | Prima il Veneto            | 441    | 2,74  | -     |
| Totale                                          | Totale               | 16.085               | 100   |                            | 16.731 | 100   | 24    |

### Mirano
| Candidati                 | Candidati              | Voti                 | %     | Liste                                     | Voti   | %     | Seggi |
| ------------------------- | ---------------------- | -------------------- | ----- | ----------------------------------------- | ------ | ----- | ----- |
|                           | Maria Rosa Pavanello   | 4.660                | 38,70 | Partito Democratico                       | 1.954  | 17,53 | 5     |
| Avanti Insieme per Mirano | Maria Rosa Pavanello   | 4.660                | 38,70 | 1.400                                     | 12,56  | 3     |       |
| Io Scelgo Mirano          | Maria Rosa Pavanello   | 4.660                | 38,70 | 878                                       | 7,88   | 2     |       |
|                           | Alberto Semenzato      | 1.753                | 14,56 | Lega Nord                                 | 1.686  | 15,12 | 1     |
| Seggio di coalizione      | Seggio di coalizione   | Seggio di coalizione | 14,56 | 1                                         |        |       |       |
|                           | Antonio Milan          | 1.516                | 12,59 | Movimento 5 Stelle                        | 1.446  | 12,97 | 1     |
| Seggio di coalizione      | Seggio di coalizione   | Seggio di coalizione | 12,59 | 1                                         |        |       |       |
|                           | Giorgio Babato         | 1.341                | 11,14 | Insieme per il Bene Comune                | 1.287  | 11,54 | -     |
| Seggio di coalizione      | Seggio di coalizione   | Seggio di coalizione | 11,14 | 1                                         |        |       |       |
|                           | Maria Giovanna Boldrin | 1.185                | 9,84  | Forza Italia                              | 471    | 4,22  | -     |
| Evoluzione Mirano         | Maria Giovanna Boldrin | 1.185                | 9,84  | 393                                       | 3,53   | -     |       |
| M5.0 Mirano               | Maria Giovanna Boldrin | 1.185                | 9,84  | 216                                       | 1,94   | -     |       |
| Seggio di coalizione      | Seggio di coalizione   | Seggio di coalizione | 9,84  | 1                                         |        |       |       |
|                           | Stefano Tigani         | 700                  | 5,81  | Movimento Cittadini                       | 555    | 4,98  | -     |
| La Famiglia Solidale      | Stefano Tigani         | 700                  | 5,81  | 60                                        | 0,54   | -     |       |
|                           | Marco Marchiori        | 500                  | 4,15  | La Tua Mirano                             | 291    | 2,61  | -     |
| Indipendenza Veneta-Altri | Marco Marchiori        | 500                  | 4,15  | 153                                       | 1,37   | -     |       |
|                           | Luigi Gasparini        | 386                  | 3,21  | La Sinistra per Mirano (PRC-PCI-Sinistra) | 358    | 3,21  | -     |
| Totale                    | Totale                 | 11.148               | 100   |                                           | 12.041 | 100   | 16    |

### Santa Maria di Sala
| Candidati                 | Candidati            | Voti                 | %     | Liste                    | Voti  | %     | Seggi |
| ------------------------- | -------------------- | -------------------- | ----- | ------------------------ | ----- | ----- | ----- |
|                           | Nicola Fragomeni     | 5.159                | 64,26 | Generazioni per Crescere | 2.632 | 33,92 | 7     |
| Lega Nord                 | Nicola Fragomeni     | 5.159                | 64,26 | 1.104                    | 14,23 | 2     |       |
| Indipendenza Veneta-Altri | Nicola Fragomeni     | 5.159                | 64,26 | 861                      | 11,10 | 2     |       |
| Persone Territorio Futuro | Nicola Fragomeni     | 5.159                | 64,26 | 374                      | 4,82  | -     |       |
|                           | Giuliana Andreello   | 1.101                | 13,71 | Lista Civica Insieme     | 1.085 | 13,98 | 1     |
| Seggio di coalizione      | Seggio di coalizione | Seggio di coalizione | 13,71 | 1                        |       |       |       |
|                           | Cristiano Coletto    | 893                  | 11,12 | Lista Salese             | 865   | 11,15 | 1     |
| Seggio di coalizione      | Seggio di coalizione | Seggio di coalizione | 11,12 | 1                        |       |       |       |
|                           | Christian Giordan    | 875                  | 10,90 | Movimento 5 Stelle       | 839   | 10,81 | -     |
| Seggio di coalizione      | Seggio di coalizione | Seggio di coalizione | 10,90 | 1                        |       |       |       |
| Totale                    | Totale               | 7.760                | 100   |                          | 8.028 | 100   | 16    |

## Belluno

### Belluno
| Candidati                   | Candidati                             | Voti                        | %     | Liste                            | Voti   | %     | Seggi |
| --------------------------- | ------------------------------------- | --------------------------- | ----- | -------------------------------- | ------ | ----- | ----- |
|                             | Jacopo Massaro Accede al ballottaggio | 7.555                       | 46,20 | In Movimento                     | 3.190  | 21,89 | 10    |
| Insieme per Belluno         | Jacopo Massaro Accede al ballottaggio | 7.555                       | 46,20 | 2.008                            | 13,78  | 6     |       |
| Belluno D+                  | Jacopo Massaro Accede al ballottaggio | 7.555                       | 46,20 | 1.238                            | 8,50   | 4     |       |
|                             | Paolo Gamba Accede al ballottaggio    | 4.106                       | 25,11 | Belluno è di Tutti               | 2.126  | 14,59 | 3     |
| Obiettivo Belluno           | Paolo Gamba Accede al ballottaggio    | 4.106                       | 25,11 | 793                              | 5,44   | 1     |       |
| Patto Belluno Dolomiti      | Paolo Gamba Accede al ballottaggio    | 4.106                       | 25,11 | 760                              | 5,22   | 1     |       |
| Seggio al candidato sindaco | Seggio al candidato sindaco           | Seggio al candidato sindaco | 25,11 | 1                                |        |       |       |
|                             | Franco Gidoni                         | 1.861                       | 11,38 | Lega Nord                        | 1.694  | 11,62 | 3     |
|                             | Paolo Bello                           | 1.464                       | 8,95  | Partito Democratico              | 1.487  | 10,20 | 2     |
|                             | Stefano Messinese                     | 595                         | 3,64  | Movimento 5 Stelle               | 542    | 3,72  | -     |
|                             | Franco Roccon                         | 567                         | 3,47  | Civiltà Bellunese                | 556    | 3,82  | 1     |
|                             | Elder Rambaldi                        | 205                         | 1,25  | Partito Comunista dei Lavoratori | 179    | 1,23  | -     |
| Totale                      | Totale                                | 16.353                      | 100   |                                  | 14.573 | 100   | 32    |

Ballottaggio
| Candidati | Candidati                 | Voti   | %     |
| --------- | ------------------------- | ------ | ----- |
|           | Jacopo Massaro ✔️ Sindaco | 8.511  | 63,15 |
|           | Paolo Gamba               | 4.967  | 36,85 |
| Totale    | Totale                    | 13.478 | 100   |

### Feltre
| Candidati              | Candidati            | Voti                 | %     | Liste                         | Voti  | %     | Seggi |
| ---------------------- | -------------------- | -------------------- | ----- | ----------------------------- | ----- | ----- | ----- |
|                        | Paolo Perenzin       | 5.125                | 52,34 | Cittadinanza e Partecipazione | 2.037 | 22,55 | 5     |
| Partito Democratico    | Paolo Perenzin       | 5.125                | 52,34 | 1.724                         | 19,08 | 4     |       |
| Idea per Feltre        | Paolo Perenzin       | 5.125                | 52,34 | 644                           | 7,13  | 1     |       |
| Sinistra Feltrina      | Paolo Perenzin       | 5.125                | 52,34 | 361                           | 4,00  | -     |       |
|                        | Michele Balen        | 3.197                | 32,65 | Lega Nord                     | 1.442 | 15,96 | 3     |
| Cambiare X Feltre      | Michele Balen        | 3.197                | 32,65 | 744                           | 8,23  | 1     |       |
| Feltre Civica          | Michele Balen        | 3.197                | 32,65 | 736                           | 8,15  | 1     |       |
| Seggio di coalizione   | Seggio di coalizione | Seggio di coalizione | 32,65 | 1                             |       |       |       |
|                        | Cristian Tatto       | 565                  | 5,77  | Siamo Feltre                  | 345   | 3,82  | -     |
| Cristian Tatto Sindaco | Cristian Tatto       | 565                  | 5,77  | 114                           | 1,26  | -     |       |
|                        | Moreno Scopel        | 469                  | 4,79  | Movimento 5 Stelle            | 463   | 5,12  | -     |
|                        | Giuseppe De Cet      | 328                  | 3,35  | Forza Nuova                   | 316   | 3,50  | -     |
|                        | Alberto Molin        | 108                  | 1,10  | Libera Lista                  | 109   | 1,21  | -     |
| Totale                 | Totale               | 9.035                | 100   |                               | 9.792 | 100   | 16    |

## Rovigo

### Fratta Polesine
|                               | Tasso Giuseppe ✔️ Sindaco | Fratta 2.0            | 752   | 50,78 | 7  |  |  |  |  |
|                               | Tiziana Michela Virgili   | Insieme Per Fratta    | 680   | 45,91 | 3  |  |  |  |  |
|                               | Volpin Daniele            | Meno Tasse Più Lavoro | 49    | 3,31  | –  |  |  |  |  |
| Totale                        | Totale                    |                       | 1 481 | 100   | 10 |  |  |  |  |
|                               |                           |                       |       |       |    |  |  |  |  |
| Fonte: Ministero dell'interno |                           |                       |       |       |    |  |  |  |  |

## Padova

### Padova
| Candidati                                     | Candidati                              | Voti                        | %     | Liste                            | Voti   | %     | Seggi |
| --------------------------------------------- | -------------------------------------- | --------------------------- | ----- | -------------------------------- | ------ | ----- | ----- |
|                                               | Massimo Bitonci Accede al ballottaggio | 39.413                      | 40,26 | Bitonci Sindaco                  | 21.500 | 24,11 | 7     |
| Lega Nord                                     | Massimo Bitonci Accede al ballottaggio | 39.413                      | 40,26 | 5.919                            | 6,64   | 2     |       |
| Forza Italia                                  | Massimo Bitonci Accede al ballottaggio | 39.413                      | 40,26 | 3.490                            | 3,91   | 1     |       |
| Fratelli d'Italia                             | Massimo Bitonci Accede al ballottaggio | 39.413                      | 40,26 | 1.888                            | 2,12   | -     |       |
| Prima Padova                                  | Massimo Bitonci Accede al ballottaggio | 39.413                      | 40,26 | 1.126                            | 1,26   | -     |       |
| Direzione Italia                              | Massimo Bitonci Accede al ballottaggio | 39.413                      | 40,26 | 883                              | 0,99   | -     |       |
| Veneto Libertà                                | Massimo Bitonci Accede al ballottaggio | 39.413                      | 40,26 | 575                              | 0,64   | -     |       |
| Movimento del Buonsenso                       | Massimo Bitonci Accede al ballottaggio | 39.413                      | 40,26 | 104                              | 0,12   | -     |       |
| Seggio al candidato sindaco                   | Seggio al candidato sindaco            | Seggio al candidato sindaco | 40,26 | 1                                |        |       |       |
|                                               | Sergio Giordani Accede al ballottaggio | 28.593                      | 29,21 | Partito Democratico              | 12.028 | 13,49 | 6     |
| Giordani Sindaco                              | Sergio Giordani Accede al ballottaggio | 28.593                      | 29,21 | 8.318                            | 9,33   | 4     |       |
| Area Civica                                   | Sergio Giordani Accede al ballottaggio | 28.593                      | 29,21 | 2.903                            | 3,26   | 1     |       |
| Padova Bene Comune                            | Sergio Giordani Accede al ballottaggio | 28.593                      | 29,21 | 1.380                            | 1,55   | -     |       |
| Socialisti Europei - La Sinistra per Giordani | Sergio Giordani Accede al ballottaggio | 28.593                      | 29,21 | 1.335                            | 1,50   | -     |       |
| Padova è                                      | Sergio Giordani Accede al ballottaggio | 28.593                      | 29,21 | 965                              | 1,08   | -     |       |
|                                               | Arturo Lorenzoni                       | 22.357                      | 22,84 | Coalizione Civica per Padova (A) | 10.212 | 11,45 | 4     |
| Lorenzoni Sindaco (B)                         | Arturo Lorenzoni                       | 22.357                      | 22,84 | 9.329                            | 10,46  | 4     |       |
| Seggio al candidato sindaco                   | Seggio al candidato sindaco            | Seggio al candidato sindaco | 22,84 | 1                                |        |       |       |
|                                               | Simone Borile                          | 5.140                       | 5,25  | Movimento 5 Stelle               | 4.896  | 5,49  | 1     |
|                                               | Luigi Sposato                          | 1.528                       | 1,56  | Osa - Sposato Sindaco (C)        | 166    | 1,42  | -     |
| Il Popolo della Famiglia                      | Luigi Sposato                          | 1.528                       | 1,56  | 245                              | 0,27   | -     |       |
|                                               | Rocco Bordin                           | 545                         | 0,56  | La Padova Libera                 | 526    | 0,59  | -     |
|                                               | Maurizio Meridi                        | 325                         | 0,33  | CasaPound                        | 296    | 0,33  | -     |
| Totale                                        | Totale                                 | 97.901                      | 100   |                                  | 89.184 | 100   | 32    |

- Le liste contrassegnate con le lettere A e B sono apparentate al secondo turno con il candidato sindaco Sergio Giordani.
- La lista contrassegnata con la lettera C è apparentata al secondo turno con il candidato sindaco Massimo Bitonci.

Ballottaggio
| Candidati | Candidati                  | Voti   | %     |
| --------- | -------------------------- | ------ | ----- |
|           | Sergio Giordani ✔️ Sindaco | 47.888 | 51,84 |
|           | Massimo Bitonci            | 44.488 | 48,16 |
| Totale    | Totale                     | 92.376 | 100   |

### Abano Terme
| Candidati                    | Candidati            | Voti                 | %     | Liste                     | Voti  | %     | Seggi |
| ---------------------------- | -------------------- | -------------------- | ----- | ------------------------- | ----- | ----- | ----- |
|                              | Federico Barbierato  | 2.843                | 29,95 | Partito Democratico       | 1.205 | 13,82 | 5     |
| Cittadini per il Cambiamento | Federico Barbierato  | 2.843                | 29,95 | 976                       | 11,19 | 4     |       |
| Passione Abano               | Federico Barbierato  | 2.843                | 29,95 | 287                       | 3,29  | 1     |       |
| Sport Turismo Ambiente       | Federico Barbierato  | 2.843                | 29,95 | 199                       | 2,28  | -     |       |
|                              | Emanuele Boccardo    | 2.519                | 26,54 | Lega Nord                 | 874   | 10,02 | 1     |
| Abano Dice No                | Emanuele Boccardo    | 2.519                | 26,54 | 578                       | 6,63  | 1     |       |
| Turismo è Lavoro             | Emanuele Boccardo    | 2.519                | 26,54 | 370                       | 4,24  | -     |       |
| Forza Italia                 | Emanuele Boccardo    | 2.519                | 26,54 | 345                       | 3,96  | -     |       |
| Abano Città Sicura           | Emanuele Boccardo    | 2.519                | 26,54 | 172                       | 1,97  | -     |       |
| Seggio di coalizione         | Seggio di coalizione | Seggio di coalizione | 26,54 | 1                         |       |       |       |
|                              | Monica Lazzaretto    | 1.411                | 14,86 | Monica Lazzaretto Sindaco | 1.079 | 12,38 | 1     |
| 35 Zero 31                   | Monica Lazzaretto    | 1.411                | 14,86 | 216                       | 2,48  | -     |       |
| Seggio di coalizione         | Seggio di coalizione | Seggio di coalizione | 14,86 | 1                         |       |       |       |
|                              | Stefania Chiarelli   | 922                  | 9,71  | Abano Viva                | 449   | 5,15  | -     |
| Orgoglio Aponense            | Stefania Chiarelli   | 922                  | 9,71  | 355                       | 4,07  | -     |       |
| Seggio di coalizione         | Seggio di coalizione | Seggio di coalizione | 9,71  | 1                         |       |       |       |
|                              | Sabrina Talarico     | 719                  | 7,57  | Grande Abano              | 328   | 3,76  | -     |
| Abano 50 Eventi              | Sabrina Talarico     | 719                  | 7,57  | 150                       | 1,72  | -     |       |
| Obiettivo Abano              | Sabrina Talarico     | 719                  | 7,57  | 109                       | 1,25  | -     |       |
| Essere Abano                 | Sabrina Talarico     | 719                  | 7,57  | 50                        | 0,57  | -     |       |
|                              | Michele Di Bari      | 658                  | 6,93  | CambiAbano                | 575   | 6,59  | -     |
|                              | Paolo Gruppo         | 421                  | 4,43  | Abano Risorge             | 402   | 4,61  | -     |
| Totale                       | Totale               | 8.719                | 100   |                           | 9.493 | 100   | 16    |

### Vigonza
| Candidati                   | Candidati            | Voti                 | %     | Liste                   | Voti   | %     | Seggi |
| --------------------------- | -------------------- | -------------------- | ----- | ----------------------- | ------ | ----- | ----- |
|                             | Innocente Marangon   | 3.269                | 31,23 | Vigonza Viva            | 1.397  | 14,24 | 5     |
| Stefano Marangon Sindaco    | Innocente Marangon   | 3.269                | 31,23 | 623                     | 6,35   | 2     |       |
| Forza Vigonza               | Innocente Marangon   | 3.269                | 31,23 | 605                     | 6,17   | 2     |       |
| Insieme a Nunzio Tacchetto  | Innocente Marangon   | 3.269                | 31,23 | 447                     | 4,56   | 1     |       |
|                             | Cesare Paggiaro      | 2.768                | 24,70 | Cesare Paggiaro Sindaco | 931    | 9,49  | 1     |
| Partito Democratico         | Cesare Paggiaro      | 2.768                | 24,70 | 591                     | 6,03   | 1     |       |
| Unione di Centro            | Cesare Paggiaro      | 2.768                | 24,70 | 506                     | 5,16   | -     |       |
| Frazioni al Centro          | Cesare Paggiaro      | 2.768                | 24,70 | 342                     | 3,49   | -     |       |
| Fare Grande Vigonza         | Cesare Paggiaro      | 2.768                | 24,70 | 283                     | 2,89   | -     |       |
| Seggio di coalizione        | Seggio di coalizione | Seggio di coalizione | 24,70 | 1                       |        |       |       |
|                             | Damiano Gottardello  | 2.424                | 23,16 | Lega Nord               | 1.056  | 10,77 | 1     |
| Damiano Gottardello Sindaco | Damiano Gottardello  | 2.424                | 23,16 | 879                     | 8,96   | -     |       |
| Forza Italia                | Damiano Gottardello  | 2.424                | 23,16 | 283                     | 2,89   | -     |       |
| Seggio di coalizione        | Seggio di coalizione | Seggio di coalizione | 23,16 | 1                       |        |       |       |
|                             | Filippo Pastore      | 1.433                | 13,69 | Movimento 5 Stelle      | 1.379  | 14,06 | -     |
| Seggio di coalizione        | Seggio di coalizione | Seggio di coalizione | 13,69 | 1                       |        |       |       |
|                             | Sandro Benato        | 572                  | 5,47  | Vigonza in Movimento    | 337    | 3,44  | -     |
| #Giovani per Vigonza        | Sandro Benato        | 572                  | 5,47  | 150                     | 1,53   | -     |       |
| Totale                      | Totale               | 9.809                | 100   |                         | 10.466 | 100   | 16    |

## Treviso

### Conegliano
| Candidati                              | Candidati             | Voti                 | %     | Liste                            | Voti   | %     | Seggi |
| -------------------------------------- | --------------------- | -------------------- | ----- | -------------------------------- | ------ | ----- | ----- |
|                                        | Fabio Chies           | 7.305                | 51,80 | Forza Italia                     | 2.293  | 17,49 | 6     |
| Lega Nord                              | Fabio Chies           | 7.305                | 51,80 | 1.724                            | 13,15  | 4     |       |
| Popolari per Conegliano                | Fabio Chies           | 7.305                | 51,80 | 1.084                            | 8,27   | 2     |       |
| Forza Conegliano                       | Fabio Chies           | 7.305                | 51,80 | 1.036                            | 7,90   | 2     |       |
| Conegliano in Movimento                | Fabio Chies           | 7.305                | 51,80 | 603                              | 4,60   | 1     |       |
| Fratelli d'Italia - Alleanza Nazionale | Fabio Chies           | 7.305                | 51,80 | 180                              | 1,37   | -     |       |
|                                        | Alessandro Bortoluzzi | 4.345                | 30,81 | Partito Democratico              | 2.483  | 18,94 | 4     |
| Cambiamo Conegliano                    | Alessandro Bortoluzzi | 4.345                | 30,81 | 1.052                            | 8,02   | 2     |       |
| Progetto Conegliano                    | Alessandro Bortoluzzi | 4.345                | 30,81 | 396                              | 3,02   | -     |       |
| Seggio di coalizione                   | Seggio di coalizione  | Seggio di coalizione | 30,81 | 1                                |        |       |       |
|                                        | Massimo Bellotto      | 1.767                | 12,53 | Movimento 5 Stelle               | 1.637  | 12,48 | 1     |
| Seggio di coalizione                   | Seggio di coalizione  | Seggio di coalizione | 12,53 | 1                                |        |       |       |
|                                        | Lorenzo Damiano       | 424                  | 3,01  | Il Popolo della Famiglia         | 396    | 3,02  | -     |
|                                        | Stefano D'Intinosante | 262                  | 1,86  | Partito Comunista dei Lavoratori | 228    | 1,74  | -     |
| Totale                                 | Totale                | 13.112               | 100   |                                  | 14.103 | 100   | 24    |

## Verona

### Verona
| Candidati                                                       | Candidati                                 | Voti                        | %     | Liste                    | Voti    | %     | Seggi |
| --------------------------------------------------------------- | ----------------------------------------- | --------------------------- | ----- | ------------------------ | ------- | ----- | ----- |
|                                                                 | Federico Sboarina Accede al ballottaggio  | 33.440                      | 29,13 | Sindaco Sboarina         | 14.978  | 13,63 | 11    |
| Lega Nord                                                       | Federico Sboarina Accede al ballottaggio  | 33.440                      | 29,13 | 9.704                    | 8,89    | 7     |       |
| Forza Italia                                                    | Federico Sboarina Accede al ballottaggio  | 33.440                      | 29,13 | 3.763                    | 3,42    | 2     |       |
| Fratelli d'Italia                                               | Federico Sboarina Accede al ballottaggio  | 33.440                      | 29,13 | 2.991                    | 2,72    | 2     |       |
| Verona Più Sicura                                               | Federico Sboarina Accede al ballottaggio  | 33.440                      | 29,13 | 442                      | 0,40    | -     |       |
| Indipendenza Noi Veneto                                         | Federico Sboarina Accede al ballottaggio  | 33.440                      | 29,13 | 396                      | 0,36    | -     |       |
| Partito Pensionati                                              | Federico Sboarina Accede al ballottaggio  | 33.440                      | 29,13 | 320                      | 0,29    | -     |       |
|                                                                 | Patrizia Bisinella Accede al ballottaggio | 26.946                      | 23,47 | Lista Tosi               | 17.969  | 16,35 | 3     |
| Ama Verona                                                      | Patrizia Bisinella Accede al ballottaggio | 26.946                      | 23,47 | 4.614                    | 4,20    | 1     |       |
| Fare!                                                           | Patrizia Bisinella Accede al ballottaggio | 26.946                      | 23,47 | 3.025                    | 2,75    | -     |       |
| Verona Si Muove                                                 | Patrizia Bisinella Accede al ballottaggio | 26.946                      | 23,47 | 321                      | 0,29    | -     |       |
| Pensionati Veneti                                               | Patrizia Bisinella Accede al ballottaggio | 26.946                      | 23,47 | 262                      | 0,24    | -     |       |
| CSU - Cristian Social Union Veneta - Movimento Nuova Repubblica | Patrizia Bisinella Accede al ballottaggio | 26.946                      | 23,47 | 243                      | 0,22    | -     |       |
| La Voce della Gente                                             | Patrizia Bisinella Accede al ballottaggio | 26.946                      | 23,47 | 211                      | 0,19    | -     |       |
| Seggio al candidato sindaco                                     | Seggio al candidato sindaco               | Seggio al candidato sindaco | 23,47 | 1                        |         |       |       |
|                                                                 | Orietta Salemi                            | 25.724                      | 22,41 | Partito Democratico      | 17.406  | 15,83 | 3     |
| Verona Civica                                                   | Orietta Salemi                            | 25.724                      | 22,41 | 5.579                    | 5,08    | 1     |       |
| Eppur Si Muove                                                  | Orietta Salemi                            | 25.724                      | 22,41 | 943                      | 0,86    | -     |       |
| Seggio al candidato sindaco                                     | Seggio al candidato sindaco               | Seggio al candidato sindaco | 22,41 | 1                        |         |       |       |
|                                                                 | Alessandro Gennari                        | 10.891                      | 9,49  | Movimento 5 Stelle       | 10.386  | 9,45  | 2     |
|                                                                 | Michele Croce                             | 5.803                       | 5,06  | Verona Pulita            | 5.315   | 4,84  | 1     |
|                                                                 | Michele Bertucco                          | 5.288                       | 4,61  | Sinistra in Comune       | 2.536   | 2,31  | -     |
| Verona in Comune                                                | Michele Bertucco                          | 5.288                       | 4,61  | 2.288                    | 2,08    | -     |       |
| Seggio al candidato sindaco                                     | Seggio al candidato sindaco               | Seggio al candidato sindaco | 4,61  | 1                        |         |       |       |
|                                                                 | Filippo Grigolini                         | 3.925                       | 3,42  | Il Popolo della Famiglia | 3.710   | 3,38  | -     |
|                                                                 | Marco Giorlo                              | 1.538                       | 1,34  | Tutto Cambia             | 1.384   | 1,26  | -     |
|                                                                 | Roberto Bussinello                        | 1.234                       | 1,08  | CasaPound                | 1.137   | 1,03  | -     |
| Totale                                                          | Totale                                    | 114.789                     | 100   |                          | 109.923 | 100   | 36    |

Ballottaggio
| Candidati | Candidati                    | Voti   | %     |
| --------- | ---------------------------- | ------ | ----- |
|           | Federico Sboarina ✔️ Sindaco | 46.962 | 58,11 |
|           | Patrizia Bisinella           | 33.848 | 41,89 |
| Totale    | Totale                       | 80.810 | 100   |

### Cerea
| Candidati             | Candidati             | Voti                 | %     | Liste                  | Voti  | %     | Seggi |
| --------------------- | --------------------- | -------------------- | ----- | ---------------------- | ----- | ----- | ----- |
|                       | Marco Franzoni        | 3.924                | 48,64 | Lista Civica per Cerea | 1.931 | 25,58 | 5     |
| Lega Nord             | Marco Franzoni        | 3.924                | 48,64 | 1.679                  | 22,24 | 5     |       |
|                       | Paolo Bruschetta      | 1.805                | 22,38 | Coccinella Cerea       | 1.390 | 18,41 | 2     |
| Cerea Città           | Paolo Bruschetta      | 1.805                | 22,38 | 342                    | 4,53  | -     |       |
| Seggio di coalizione  | Seggio di coalizione  | Seggio di coalizione | 22,38 | 1                      |       |       |       |
|                       | Gianluca Possenti     | 1.233                | 15,28 | Forza Italia           | 903   | 11,96 | 1     |
| Centro Destra Cerea   | Gianluca Possenti     | 1.233                | 15,28 | 453                    | 6,10  | -     |       |
| Per la Nostra Cerea   | Gianluca Possenti     | 1.233                | 15,28 | 258                    | 3,42  | -     |       |
| Seggio di coalizione  | Seggio di coalizione  | Seggio di coalizione | 15,28 | 1                      |       |       |       |
|                       | Milko Cavaler         | 697                  | 8,64  | Nuova Alba a Cerea     | 357   | 4,73  | -     |
| Lista Cavaler Sindaco | Milko Cavaler         | 697                  | 8,64  | 290                    | 3,84  | -     |       |
| Seggio di coalizione  | Seggio di coalizione  | Seggio di coalizione | 8,64  | 1                      |       |       |       |
|                       | Piergiorgio Sacchetto | 408                  | 5,06  | Movimento 5 Stelle     | 400   | 5,30  | -     |
| Totale                | Totale                | 7.550                | 100   |                        | 8.067 | 100   | 16    |

## Vicenza

### Thiene
| Candidati                        | Candidati                   | Voti                 | %     | Liste                     | Voti   | %     | Seggi |
| -------------------------------- | --------------------------- | -------------------- | ----- | ------------------------- | ------ | ----- | ----- |
|                                  | Giovanni Battista Casarotto | 5.789                | 54,82 | Partito Democratico       | 2.024  | 20,32 | 4     |
| Lista Casarotto                  | Giovanni Battista Casarotto | 5.789                | 54,82 | 1.755                     | 17,62  | 3     |       |
| Thiene al Centro                 | Giovanni Battista Casarotto | 5.789                | 54,82 | 994                       | 9,98   | 2     |       |
| Fare per Thiene                  | Giovanni Battista Casarotto | 5.789                | 54,82 | 665                       | 6,67   | 1     |       |
|                                  | Attilio Schneck             | 2.720                | 25,76 | Lega Nord                 | 1.201  | 12,05 | 2     |
| Schneck Sindaco                  | Attilio Schneck             | 2.720                | 25,76 | 1.033                     | 10,37  | 1     |       |
| Forza Italia                     | Attilio Schneck             | 2.720                | 25,76 | 210                       | 2,11   | -     |       |
| Veneti per l'Indipendenza        | Attilio Schneck             | 2.720                | 25,76 | 143                       | 1,44   | -     |       |
| Seggio di coalizione             | Seggio di coalizione        | Seggio di coalizione | 25,76 | 1                         |        |       |       |
|                                  | Orazio Comberlato           | 1.004                | 9,51  | Movimento 5 Stelle        | 974    | 9,78  | 1     |
| Seggio di coalizione             | Seggio di coalizione        | Seggio di coalizione | 9,51  | 1                         |        |       |       |
|                                  | Christian Azzolin           | 745                  | 7,05  | Christian Azzolin Sindaco | 458    | 4,60  | -     |
| Thiene a Destra                  | Christian Azzolin           | 745                  | 7,05  | 126                       | 1,26   | -     |       |
| Osa Ordine Sociale Altovicentino | Christian Azzolin           | 745                  | 7,05  | 92                        | 0,92   | -     |       |
| Seggio di coalizione             | Seggio di coalizione        | Seggio di coalizione | 7,05  | 1                         |        |       |       |
|                                  | Nicolas Lazzari             | 302                  | 2,86  | Rigenerare Thiene         | 288    | 2,89  | -     |
| Totale                           | Totale                      | 9.963                | 100   |                           | 10.560 | 100   | 16    |